# پل اگلی
پل اگلی (انگلیسی: Paul Egli; زاده ۱۸ اوت ۱۹۱۱ – درگذشته ۲۳ ژانویهٔ ۱۹۹۷) دوچرخه‌سوار اهل سوئیس بود.
وی در مسابقات کشوری و بین‌المللی در مجموع برندهٔ ۱ مدال طلا، ۲ مدال نقره، ۱ مدال برنز شده‌است.